# ニホンちゃん
『ニホンちゃん』は、インターネット匿名掲示板「2ちゃんねる」のニュース速報板で誕生したフィクション。また、それに登場するキャラクター。2ちゃんねるで話題となったニュースや出来事を擬人化して風刺している。
なお、「本ドラマは全くのフィクションであり、実在の国家・指導者とは何の関係もありません」ということにされている。

## 概要
ニホンちゃんは日本を始め、世界の国々がキャラクターとして擬人化されている。単なる擬人化ではなく、現代政治や国際問題、歴史等々を面白おかしく創作して投稿するという趣旨のものである。作品の中には風刺の効いたものもあるし、ただ単にキャラで遊んでいるものもある。
多数の作者により多くの作品が公開されているため、それぞれの作品全てに普遍的な共通認識(世界観やキャラ設定など)があるとは限らない。作品毎の多少の設定の食い違いは許容されており、作者の数だけニホンちゃん世界は存在する。
現在、2ちゃんねる創作発表板のニホンちゃんスレッドで行われている『連続ドラマ小説ニホンちゃん』や、mixiや読者イラストコーナー画像あぷろだ等で作品展開が行われている。

## 主なキャラクター
- ニホンちゃん (日ノ本さくら)
- アメリー君
- チューゴ君
- タイワンちゃん
- ロシアノビッチ君

## 用語解説
喧嘩
主に戦争の事。昔、町内で起きた大喧嘩といえば第二次世界大戦ということらしい。
花火
核爆弾・核兵器の事。昔、ニホンちゃんの家が被害にあったらしい。小学生の火遊びは危ないです。
シューキュー
サッカーのこと。劇中ではカードゲームのことらしい。

## 主な作品
- 国際情勢風刺寓話集ニホンちゃん(黄鉄鉱/まんがアクセス)
- ニホンちゃん作品集(難波久美) - ウェイバックマシン（2008年4月16日アーカイブ分）

## 関連創作
保管庫
- ニホンちゃん仮設保管所

画像アップローダー
- 画像あぷろだ（ニホンちゃん仕様）
（稼動期間：2001年頃?～2006/07/05）
- ニホンちゃん画像あっぷろーだー（避難所）
（稼動期間：2006/07/05～）
- あぷろだ
（稼動期間：2006/07/30～2007/06/21）
- にほんちゃんあぷろだ - ウェイバックマシン（2007年2月18日アーカイブ分）
（稼動期間：2007/06/21～）

お絵描き掲示板
- 読者イラストコーナー I
（稼動期間：2001年頃?～2004/07/06）
- 大河ドラマ『ニホンちゃん』　読者イラストコーナーⅡ
（稼動期間：2001年頃?～）

## 発刊書籍
- 『ニホンちゃんガイドブック』（著：ニホンちゃん外伝制作委員会、発行：サンデー社［A-KIBA Books Special］、2006/01）ISBN 978-4882030461
- 『ニホンちゃんマニアックス』（著：ニホンちゃんファンクラブ、発行：サンデー社［A-KIBA Books Special］、2006/10）ISBN 978-4882030508
- 『ニホンちゃんしるブプレ』（著：machina イラスト：難波久美、発行：山田裕敏［文庫］、2009/03）ISBN 978-4990448011
- 『ニホンちゃんしるブプレ２』（著：machina イラスト：難波久美、発行：山田裕敏［文庫］、2009/12）ISBN 978-4990448028